# 石川道悟
石川 道悟（いしかわ どうご）は、室町時代の武将。姓は石河とも記される。丹後一色氏の家臣。

## 概要
永享12年（1440年）に一色教親が伊勢守護に任じられると守護代となり伊勢国に下向した。
『応仁記』によれば、応仁元年（1467年）10月3日の相国寺の戦いにおいて細川成之被官の武田常信に討ち取られたという。